# Били Талънт
„Били Талънт“ (на английски: Billy Talent) е рокгрупа от Мисисага, Канада, създадена като „Пез“ (Pezz) през 1993 г.
Групата сменя името си на „Били Талънт“ след проблеми с легализирането на старото ѝ име „Пез“. Новото име е вдъхновено от романа Hard Core Logo на Брус Макдоналд, където главният герой е китарист и се казва Били Талънт.

## Състав
- Бенджамин Ковалевич (р. 16 декември 1975 г.) – водещ вока, работел като радиоводещ, първи инструмент барабани
- Иън Д'Са (р. 30 октомври 1975 г.) – китара, вокали
- Джонатан Галънт (р. 23 юли 1976 г.) – бас китара, фонови вокали
- Аарон Солоуонюк (р. 21 ноември 1974 г.) – барабани

## Дискография
Студийни албуми
- Watoosh! (1998 г.; издаден, когато групата се е казвала Pezz)
- Billy Talent (2003 г.)
- Billy Talent II (2006 г.)
- Billy Talent III (2009 г.)
- Dead Silence (2012 г.)

Някои от хитовете на групата са: Saint Veronika, Red Flag, Lies, Fallen Leaves This Is How It Goes, която е написана от Ковалевич за барабаниста на групата Аарън, страдащ от множествена склероза.

## История
През 2003 – 2004 бандата свири в Канада и САЩ, също така има успех и в Европа. През 2005 г. „Били Талънт“ печелят „Наградата Джуно“ за албум на годината (печелят я общо 2 пъти, като втория път е за банда на годината). Печелят и други награди. 2004 и 2005 те прекарват в турнета. След излизането на албума „Били Талънт“ II групата успява да се наложи в дебютната седмица под номер едно в Канада, както и в Германия, където става един от десетте най-продавани албума в страната. През 2007 г. вече са продадени над 700 000 копия. Бандата започва ново турне, този път включвайки държави, които не са посещавали. През тази обиколка те записват лимитирано видео издание. След това те стартират тяхното първо канадско турне заедно с групите Rise Against, Anti-Flag и Moneen, последвано от още едно в чужбина. След 18 месечното си обикаляне „Били Талънт“ се прибрали, за да могат да си отдъхнат и да започнат записването на следващия им албум.
На пазара се появил и третият албум на канадската група, озаглавен Billy Talent III. Последвали множество участия, включващи и турне заедно с групите Rise Against и Rancid, както и много фестивали. След това започнала голямата им обиколка в Европа, където бандата окончателно утвърдила името си.